# Spetsbjörnbär
Spetsbjörnbär (Rubus gothicus) är en rosväxtart som beskrevs av Ernst Hans Ludwig Krause. Spetsbjörnbär ingår i släktet rubusar, och familjen rosväxter. Inga underarter finns listade i Catalogue of Life.